# فاطمة سويد
فاطمة سويد (مواليد 3 مارس 2007)، عراقية، هي لاعبة رياضية بارالمبية. شاركت لأول مرة في الألعاب البارالمبية خلال دورة الألعاب البارالمبية الصيفية 2020.

## حياة مهنية
مثلت فاطمة العراق في دورة الألعاب البارالمبية الصيفية 2020 وشاركت في مسباقات 100 متر T35 للسيدات و 200 متر T35 للسيدات. شاركت وهي في سن الرابعة عشرة، لتكون أصغر متسابقة رياضية على الإطلاق من العراق تتنافس في الألعاب البارالمبية.